# 菜園場町停留場
菜園場町停留場（さえんばちょうていりゅうじょう）は、高知県高知市菜園場町にあるとさでん交通後免線の路面電車停留場。「菜園場町」の名は江戸時代、当地に土佐藩の菜園があったことに由来する。

## 歴史
当停留場の開業は1908年（明治41年）。堀詰停留場から下知停留場までの区間が開通したのに合わせて開設された。当時の停留場名は大鋸屋橋通停留場（おがやばしどおりていりゅうじょう）で、菜園場町停留場に改称するのは1938年（昭和13年）のことである。

### 年表
- 1908年（明治41年）10月31日：土佐電気鉄道の大鋸屋橋通停留場として開業[1]。
- 1938年（昭和13年）2月1日：菜園場町停留場に変更[1]。
- 2014年（平成26年）10月1日：土佐電気鉄道が高知県交通・土佐電ドリームサービスと経営統合し、とさでん交通が発足[3]。とさでん交通の停留場となる。

## 停留場構造
菜園場町停留場は後免線の併用軌道区間にあり、道路上にホームが設けられている。ホームは2面あり、東西方向に伸びる2本の軌道を挟み込むように配置される。ただし互いのホーム位置は東西方向にずれていて、東に後免町方面行き、西にはりまや橋方面行きのホームがある。

## 停留場周辺
周囲は商業区域として発展してきた地域で、南にはビルが立ち並ぶ。北には菜園場商店街が伸び、入口にはアーチが架けられる。
- トップワン四国
- OMO7高知by星野リゾート
- 高知市文化プラザかるぽーと
  - 横山隆一記念まんが館
- はりまや橋観光バスターミナル
- 四国銀行木屋橋支店・下知支店・かづらしま支店
- 高知記念病院
- 国道32号
- 高知県道249号後免中島高知線
- 新堀川
- 菜園場町バス停

## 隣の停留場
とさでん交通
後免線
宝永町停留場 - 菜園場町停留場 - デンテツターミナルビル前停留場
- 隣の宝永町停留場との間には城見町停留場が、デンテツターミナルビル前停留場との間には八幡通停留場が存在した。